# Batman: Arkham City (серия комиксов)
Batman: Arkham City — ограниченная серия комиксов, состоящая из пяти выпусков, которую издала компания DC Comics. За сценарий отвечал Пол Дини, а художником выступил Карлос Д’Анда. Комикс объединяет сюжетные линии видеоигр Batman: Arkham Asylum и Batman: Arkham City.

### Выпуски
| № | Дата выхода     | Оценка на Comic Book Roundup   | Предполагаемый объём продаж (первый месяц) |
| - | --------------- | ------------------------------ | ------------------------------------------ |
| 1 | 11 мая 2011     | 8,2 из 10 на основе 4 рецензий | 36 597, позиция в Северной Америке — 41    |
| 2 | 8 июня 2011     | 7,8 из 10 на основе 2 рецензий | 31 141, позиция в Северной Америке — 55    |
| 3 | 29 июня 2011    | 7,5 из 10 на основе 1 рецензии | 28 443, позиция в Северной Америке — 68    |
| 4 | 3 августа 2011  | 8,5 из 10 на основе 1 рецензии | 28 573, позиция в Северной Америке — 63    |
| 5 | 24 августа 2011 | 7 из 10 на основе 1 рецензии   | 28 042, позиция в Северной Америке — 65    |

### Сборники
| Название            | Тип              | Дата выхода      | Кол-во страниц | Собранный материал       | ISBN                            | Предполагаемый объём продаж (первый месяц) |
| ------------------- | ---------------- | ---------------- | -------------- | ------------------------ | ------------------------------- | ------------------------------------------ |
| Batman: Arkham City | Твёрдый переплёт | 12 октября 2011  | 168            | Batman: Arkham City #1-5 | 978-1-4012-3255-9 140-123-255-8 | 4 310, позиция в Северной Америке — 3      |
| Batman: Arkham City | Мягкая обложка   | 12 сентября 2012 | 168            | Batman: Arkham City #1-5 | 978-1-4012-3493-5 140-123-493-3 | 3 934, позиция в Северной Америке — 9      |

## Отзывы
На сайте Comic Book Roundup серия имеет оценку 7,8 из 10 на основе 9 отзывов. Рецензенты IGN в основном давали выпускам положительные оценки. Самую низкую оценку (7 из 10) получил последний выпуск, а самую высокую (8,5 из 10) получили первый выпуск и предпоследний.